# 張民達
張民達（1885年11月9日—1925年4月25日），廣東省梅州市梅縣區桃尧石螺崗人，馬來西亞歸中國華僑，國民革命軍將領，國民革命軍東征期間因交通事故遇難，追贈陸軍上將。

## 生平
張民達父親張瑞興因家貧早年赴南洋謀生，張出生後不久，母親梁氏病死，九歲隨叔父赴南洋檳城於父親團聚，初進馬來亞庇能英文學校，繼入方言傳習所。畢業後，通曉多種語言，先後在吉隆坡、芙蓉、怡保各埠審判廳當傳譯員。
1908年參加中國同盟會。1914年11月受命负责南洋英荷属筹款事项。1915年赴东京渴见孙中山，加入中華革命黨，追隨孫文投身革命。1916年返国参加周之贞领导的华侨护国军讨龙决死队。1918年，任粵軍許崇智部營長，1921年5月任粤军第二军第九旅十八团团长。1922年12月任東路討賊軍第八旅旅长，兼该旅第十六团团长。
1924年6月，第八旅變更編制為建國粵軍第一軍第二師，張民達續任該師師長，同年中秋節，張民達和鄧淑賢在廣州結婚，出席的人士有：侯山、葉劍英、梁龍、何香凝、鄧文烈、廖仲愷、鄧澤如等。
1925年2月，張民達率部投入北伐軍第一次東征戰役，先后攻克惠州、潮梅。4月初奉命到汕頭商討討伐劉震寰、楊希閔作戰佈署。4月25日，船行至潮州湘子橋附近遭洪水顛覆，落水失蹤，時年40歲，張民達失蹤後，其下屬的第三旅旅長莫雄接任師長職務。翌年在潮州土都祠前流沙沙灘上發現其遺體，上有張民達名章，遂移葬於廣州市東郊先烈路。同年3月16日，經原建國粵軍第二師參謀長、國民革命軍第20師第二團團長葉劍英等呈報，國民政府軍事委員會明令追贈張民達為陸軍上將。
中華人民共和國成立後，中央政府於1953年授予張民達革命烈士稱號。

## 家庭
張民達去世後，留有兒子張亮仁，遺腹女張玉維，養子張亮維，養女張靄維。其夫人鄧淑賢長期從事幼兒教育工作，於1984年5月病逝。張玉維是她和張民達所生，現年77歲，已中風癱瘓。張亮仁是張民達早年與童養媳所生，已在台灣病逝，下傳有長子張一中，原是台北某開發商老董，已過世次女在台灣台中的國立省立體專畢業任體育教師，現以退休。張靄維有一子一女，現在北美生活。

## 墓
张民达墓，位于中国广东省广州市越秀区黄花岗街道先烈中路廣州动物园旁边，为广州市的一个市级文物保护单位，类型为近现代重要史迹及代表性建筑，公布时间为1983年8月。张民达墓於1926興建，佔地面積2874平方米，由墓道牌坊、墓堂、祭台、墓表、宣講台、張民達半身銅像、涼亭和張民達夫人鄧淑賢女士墓等組成。
2011年8月3日，廣州地鐵在動物園一帶施工爆破，將張民達烈士墓前的牌坊震塌，只剩一根柱子，牌匾也碎成了幾段。因原牌坊無法修復，當局後來按原貌新建了一個牌坊。

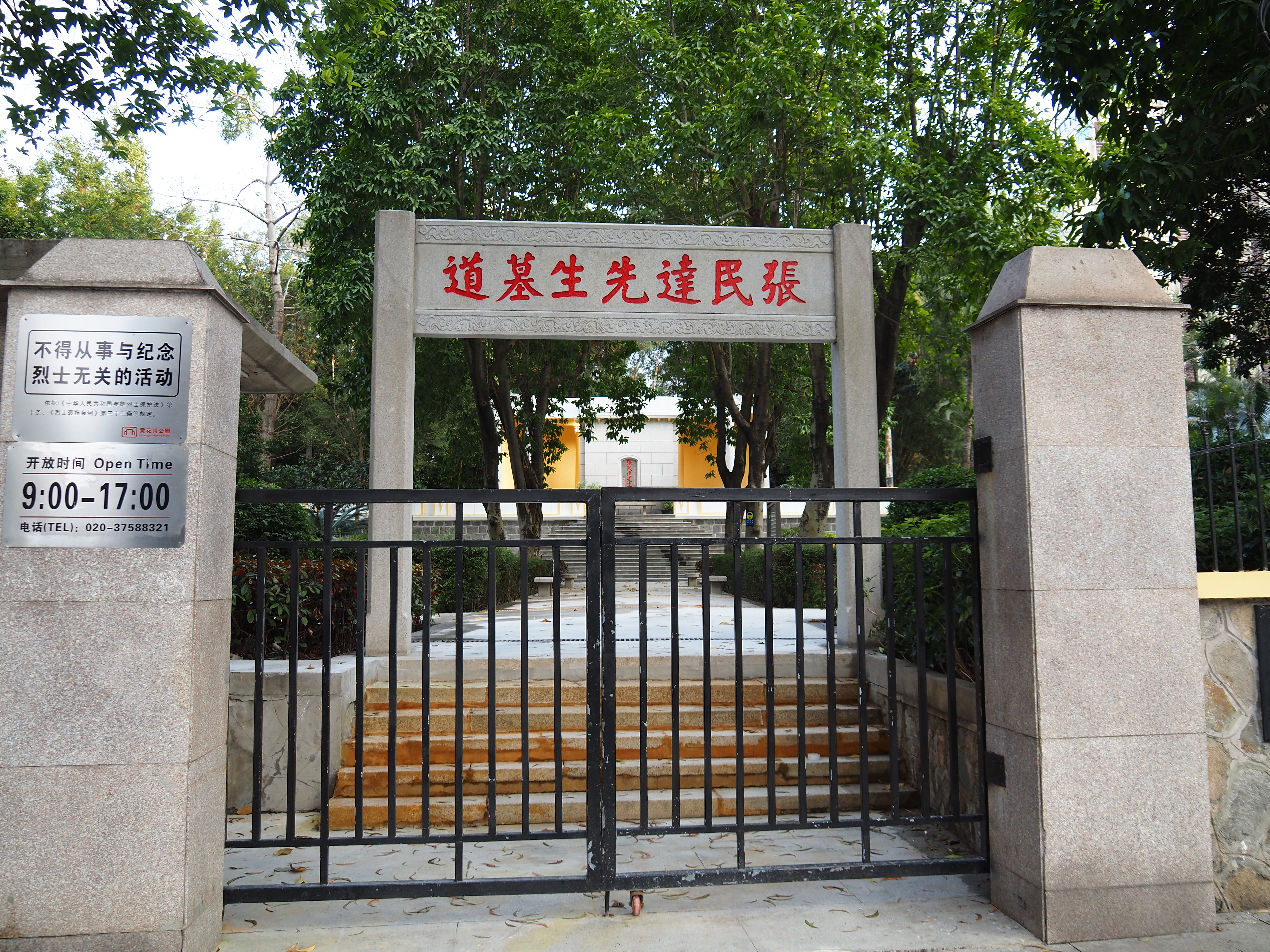
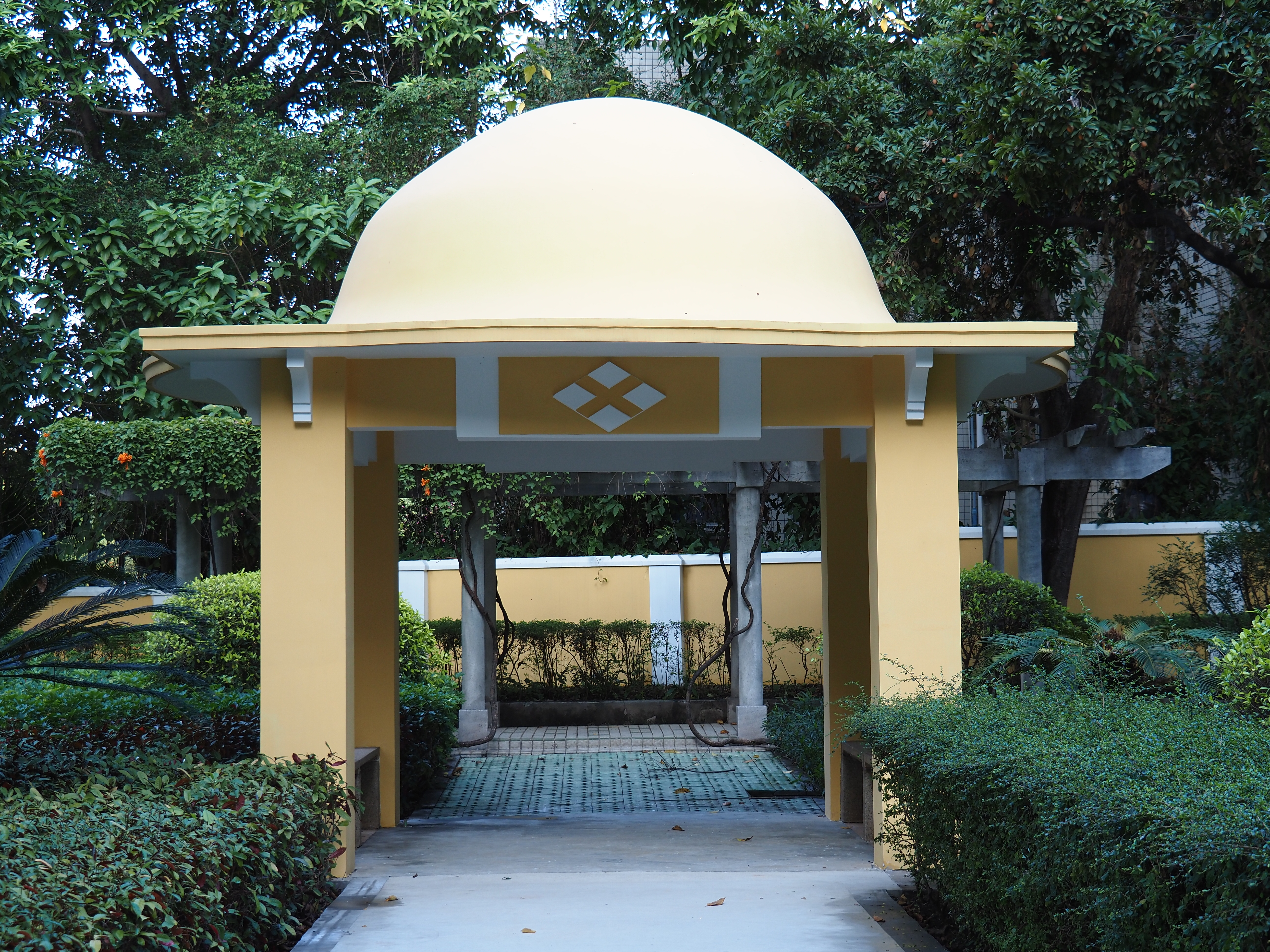
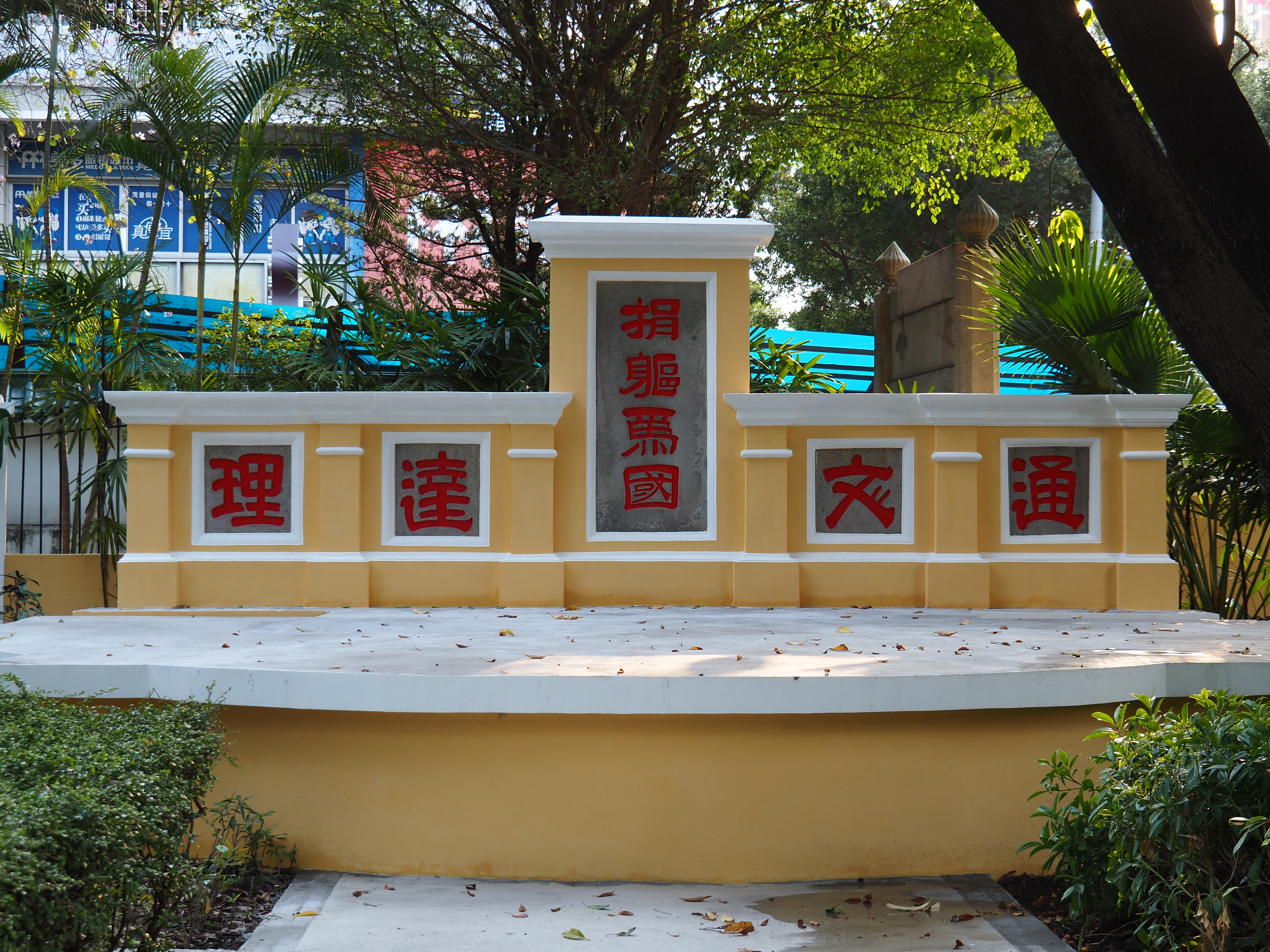